# Gull River (Lake Nipigon)
Gull River är ett vattendrag i Kanada.   Det ligger i provinsen Ontario, i den sydöstra delen av landet, 1 100 km väster om huvudstaden Ottawa.
Trakten runt Gull River är nära nog obefolkad, med mindre än två invånare per kvadratkilometer.